# Communauté de communes du Castillonnais
La Communauté de communes du Castillonnais est une ancienne communauté de communes française, située dans le département de l'Ariège et la région Occitanie. Créée en 1995, elle a fusionné au 1er janvier 2017 avec les intercommunalités de l'Agglomération de Saint-Girons, du Bas Couserans, du Canton de Massat, du Canton d'Oust, du Seronnais 117, de Val'Couserans et du Volvestre Ariégeois pour former la Communauté de communes Couserans - Pyrénées.

## Composition
À sa disparition, la communauté de communes regroupait 26 communes :
| Nom                            | Code Insee | Gentilé        | Superficie (km2) | Population (dernière pop. légale) | Densité (hab./km2) |
| ------------------------------ | ---------- | -------------- | ---------------- | --------------------------------- | ------------------ |
| Castillon-en-Couserans (siège) | 09085      | Castillonnais  | 4,94             | 419 (2014)                        | 85                 |
| Antras                         | 09011      | Antrassiens    | 20,02            | 61 (2014)                         | 3                  |
| Argein                         | 09014      | Argenois       | 11,09            | 196 (2014)                        | 18                 |
| Arrien-en-Bethmale             | 09017      | Arrienois      | 14,59            | 108 (2014)                        | 7,4                |
| Arrout                         | 09018      | Arrotois       | 3,02             | 80 (2014)                         | 26                 |
| Aucazein                       | 09025      | Aucazénois     | 6,02             | 64 (2014)                         | 11                 |
| Audressein                     | 09026      | Audressenois   | 3,98             | 132 (2014)                        | 33                 |
| Augirein                       | 09027      | Augirenois     | 9,84             | 72 (2014)                         | 7,3                |
| Balacet                        | 09034      | Balacetois     | 2,12             | 21 (2014)                         | 9,9                |
| Balaguères                     | 09035      | Balaguérois    | 17,84            | 199 (2014)                        | 11                 |
| Bethmale                       | 09055      | Bethmalais     | 31,61            | 97 (2014)                         | 3,1                |
| Bonac-Irazein                  | 09059      | Bonacois       | 38,13            | 125 (2014)                        | 3,3                |
| Les Bordes-sur-Lez             | 09062      | Bordelais      | 50,46            | 165 (2014)                        | 3,3                |
| Buzan                          | 09069      | Buzanais       | 8,55             | 28 (2014)                         | 3,3                |
| Cescau                         | 09095      | Cescalois      | 5,32             | 136 (2014)                        | 26                 |
| Engomer                        | 09111      | Engomerois     | 7,60             | 279 (2014)                        | 37                 |
| Galey                          | 09129      | Galeyats       | 9,35             | 111 (2014)                        | 12                 |
| Illartein                      | 09141      | Illarteinais   | 3,97             | 76 (2014)                         | 19                 |
| Orgibet                        | 09219      | Orgibetois     | 7,45             | 165 (2014)                        | 22                 |
| Saint-Jean-du-Castillonnais    | 09263      | Saint-Jeantois | 4,74             | 24 (2014)                         | 5,1                |
| Saint-Lary                     | 09267      | Saint-Laryens  | 33,91            | 133 (2014)                        | 3,9                |
| Salsein                        | 09279      | Salseinois     | 5,73             | 45 (2014)                         | 7,9                |
| Sentein                        | 09290      | Sentenois      | 59,18            | 156 (2014)                        | 2,6                |
| Sor                            | 09297      | Sorais         | 1,08             | 31 (2014)                         | 29                 |
| Uchentein                      | 09317      | Uchenteinois   | 4,02             | 20 (2014)                         | 5                  |
| Villeneuve                     | 09335      | Villeneuvais   | 5,00             | 39 (2014)                         | 7,8                |

## Compétences
Le groupement est compétent pour :
- Action de développement économique (Soutien des activités industrielles, commerciales ou de l'emploi, Soutien des activités agricoles et forestières...)
- Action sociale
- Activités sportives
- Aide sociale facultative
- Aménagement rural
- Autres
- Collecte des déchets des ménages et déchets assimilés
- Création, aménagement, entretien de la voirie
- Création, aménagement, entretien et gestion de zone d'activités industrielle, commerciale, tertiaire, artisanale ou touristique
- Établissements scolaires
- Gestion d'un centre de secours
- Infrastructure de télécommunication (téléphonie mobile...)
- Opération programmée d'amélioration de l'habitat (OPAH)
- Organisation des transports non urbains
- Politique du logement social
- Préfiguration et fonctionnement des Pays
- Protection et mise en valeur de l'environnement
- Tourisme
- Traitement des déchets des ménages et déchets assimilés

## Sources
- Portail des communes de l'Ariège
- Le Splaf
- La base Aspic (Accès des services publics aux informations sur les collectivités) pour le département de l'Ariège
- [PDF] La Communauté de communes du Castillonnais sur la base Banatic (Base nationale d'informations sur l'intercommunalité)